# 大津町立大津中学校
大津町立大津中学校（おおづちょうりつ おおづちゅうがっこう）は、熊本県菊池郡大津町にある公立中学校。

## 沿革
- 1947年4月22日 - 大津町立大津中学校、陣内村立陣内中学校、平真城村護川村組合立護城中学校開校。
- 1948年9月1日 - 陣内村立陣内中学校と合併。組合立大津中学校となる。平真城村と護川村が学校組合を解消しそれぞれ平真城村立平真城中学校、護川村立護川中学校となる。
- 1952年10月30日 - 菊池郡大津町外2ヶ村中学校組合立大津中学校に改称。
- 1956年8月1日 - 町村合併に伴い、大津町立大津中学校、大津町立平真城中学校、大津町立護川中学校に改称。
- 1958年4月1日 - 平真城中学校と統合。
- 1962年4月8日 - 護川中学校と統合。
- 1964年 - 若草学園分校設置。
- 1973年 - 若草学園分校が町立若草養護学校として独立。
- 1975年2月24日 - 体育館落成式挙行。
- 1983年 - 新校舎落成。
- 1998年3月20日 - 大津北中学校が分離。
- 2006年4月1日 - 菊阿中学校を統合。

## 概要
・生徒数：475名
・学級数：15（内特別支援学級3）
・部活動数：14

## 学区
- 大津町立大津小学校
- 大津町立大津南小学校
- 大津町立大津東小学校

## 交通
- JR豊肥本線 肥後大津駅下車。

## 著名な出身者
- 黒木恭平（サッカー選手） - ヴェルスパ大分、黒木晃平の双子の兄
- 黒木晃平（サッカー選手） - ロアッソ熊本、黒木恭平の双子の弟
- 武田洋平（サッカー選手） - 大分トリニータ
- 畑本時央（サッカー選手） - ツエーゲン金沢
- 古賀紗理那（女子バレーボール選手）
- 赤崎暁（マラソン選手・五輪日本代表）